# Timonius cryptophlebus
Timonius cryptophlebus är en måreväxtart som beskrevs av Spencer Le Marchant Moore. Timonius cryptophlebus ingår i släktet Timonius och familjen måreväxter. Inga underarter finns listade i Catalogue of Life.